# Citizen Lab
Citizen Lab is een onderzoeksinstituut van de "Munk School of Global Affairs & Public Policy", onderdeel van de Universiteit van Toronto, Canada. Het onderzoeksgebied concentreert zich op het snijvlak tussen informatie- en communicatie-technologie, mensenrechten en globale veiligheid. Tot de onderwerpen behoren onderzoek naar digitale spionage tegen de burgerlijke samenleving, inperking van de vrijheid van meningsuiting via internet, inclusief het filteren van informatie, privacy, veiligheid en informatiecontrole via populaire apps.
Citizen Lab werd in 2001 opricht door Ronald Deibert, die het instituut anno 2021 tevens leidt.

## Projecten
Op het gebied van internetcensuur onderzocht Citizen Lab de software van ondernemingen als Blue Coat Systems, Netsweeper en Secure Computing Corporation (SmartFilter), die misbruikt werd door repressieve regimes.
Ook de controversiële spyware van Candiru, Dark Basin, Hacking Team, FinSpy (FinFisher) en NSO Group werd onderzocht op misbruik door repressieve regimes. Citizen Lab werkt samen in het Pegasus Project bij het onderzoek naar de spyware Pegasus.

## Weblinks
- Litigation and Other Formal Complaints Concerning Targeted Digital Surveillance ... Citizen Lab